# غلشن (تشارك)
غلشن (بالفارسية: گلشن) هي قرية تقع في إيران في بلدة شيبكوه. يقدر عدد سكانها بـ 203 نسمة .